# Liste der Baudenkmäler in Pfaffenhofen an der Roth
Auf dieser Seite sind die Baudenkmäler in dem schwäbischen Markt Pfaffenhofen an der Roth zusammengestellt. Diese Tabelle ist eine Teilliste der Liste der Baudenkmäler in Bayern. Grundlage ist die Bayerische Denkmalliste, die auf Basis des Bayerischen Denkmalschutzgesetzes vom 1. Oktober 1973 erstmals erstellt wurde und seither durch das Bayerische Landesamt für Denkmalpflege geführt wird. Die folgenden Angaben ersetzen nicht die rechtsverbindliche Auskunft der Denkmalschutzbehörde.
 Diese Liste gibt den Fortschreibungsstand vom 31. August 2017 wieder und enthält 32 Baudenkmäler.

## Baudenkmäler nach Gemeindeteilen

### Pfaffenhofen
| Lage                        | Objekt                             | Beschreibung | Akten-Nr.    | Bild               |
| --------------------------- | ---------------------------------- | --- | ------------ | ------------------ |
| Hauptstraße 28 c (Standort) | Ehemaliger Gasthof                 | Zweigeschossiger Satteldachbau auf winkelförmigem Grundriss, Ende 18./Anfang 19. Jahrhundert, im Kern wohl älter. | D-7-75-143-1 | Ehemaliger Gasthof |
| Kirchplatz 7 (Standort)     | Katholische Pfarrkirche St. Martin | Saalbau mit eingezogenem, halbrund geschlossenem Chor, Kapellenanbauten und Turm im nördlichen Winkel, Chor und quadratischer Turmunterbau 14./15. Jahrhundert, Langhauserweiterung wohl zweite Hälfte 15. Jahrhundert, Turmerhöhung durch Christoph Weigel, 1675, Verlängerung des Langhauses 1727/28, Turmhaube nach dem Riss von Johann Georg Hitzelberger 1761, Erweiterung durch Thomas Wechs 1957/58 mit Verlängerung des Kirchenschiffs und Anbau der beiden runden Kapellen; mit Ausstattung. | D-7-75-143-2 | weitere Bilder     |
| Kirchplatz 11 (Standort)    | Wohnhaus                           | Zweigeschossiger Satteldachbau mit Gesims- und Lisenengliederung, drittes Drittel 19. Jahrhundert. | D-7-75-143-3 | weitere Bilder     |

### Balmertshofen
| Lage                       | Objekt                          | Beschreibung | Akten-Nr.    | Bild |
| -------------------------- | ------------------------------- | --- | ------------ | ---- |
| Am Kirchberg 15 (Standort) | Katholische Kapelle St. Michael | Saalbau mit außen dreiseitig, innen halbrund geschlossenem Chor und Dachreiter, 1777 errichtet; mit Ausstattung. | D-7-75-143-4 | BW   |

### Beuren
| Lage                          | Objekt                                        | Beschreibung | Akten-Nr.               | Bild                 |
| ----------------------------- | --------------------------------------------- | --- | ----------------------- | -------------------- |
| Beurener Straße 8 (Standort)  | Bildstock                                     | Gemauerter Pfeiler mit Gehäuse, 18. Jahrhundert, davor ein Brunnenbecken, bezeichnet 1871. | D-7-75-143-13           | BW                   |
| Beurener Straße 8 (Standort)  | Ehemaliges Schloss                            | Stattlicher zweigeschossiger Satteldachbau mit anschließendem Wirtschaftsteil, um 1730 durch das Kloster Buxheim errichtet. | D-7-75-143-5            | Ehemaliges Schloss   |
| Beurener Straße 47 (Standort) | Katholische Pfarrkirche St. Cosmas und Damian | Saalbau mit nicht eingezogenem Polygonalchor und Satteldachturm im nördlichen Winkel, im Kern um 1470/90, vor 1717 und um 1750 verändert, 1931/32 durch Franz Xaver Huf nach Westen erweitert; mit Ausstattung.                                                                    | D-7-75-143-7            | weitere Bilder       |
| Beurener Straße 49 (Standort) | Ehemalige Brauerei                            | Gasthaus, winkelförmiger, zweigeschossiger Walmdachbau, Wirtschaftsteil im Westflügel mit schlichtem Fachwerk im Obergeschoss, in der Art Joseph Dossenbergers d. J., zweite Hälfte 18. Jahrhundert.                                                                               | D-7-75-143-8            | BW                   |
| Beurener Straße 51 (Standort) | Ehemaliges Pfarrhaus                          | Zweigeschossiger, historisierender Satteldachbau mit Ecklisenen und Friesen, zweite Hälfte 19. Jahrhundert, wohl um 1927 verändert. | D-7-75-143-9            | Ehemaliges Pfarrhaus |
| Im Brühl (Standort)           | Lourdeskapelle                                | Satteldachbau mit eingezogenem, halbrund geschlossenem Chor, Chor vielleicht 1714, Anbau des rechteckigen Gehäuses 1856, Umgestaltung zur Lourdeskapelle 1892/93; mit Ausstattung                                                                                                  | D-7-75-143-11           | BW                   |
| Sägemühlweg 17, 19 (Standort) | Ehemalige Sägmühle                            | Wohngebäude, Walmdachbau mit Fachwerk am Obergeschoss, 1892; anschließendes Sägewerk 1947 erneuert, mehrteilige Anlage in Blankziegelbauweise, teilweise mit Fachwerk, bestehend aus: Gesindehaus, eingeschossiger Fachwerkbau mit Satteldach, nach einem Brand erneuert, um 1892. | D-7-75-143-10           | Ehemalige Sägmühle   |
| Sägemühlweg 17, 19 (Standort) | Ehemalige Sägmühle                            | Lagerhaus und Stallgebäude in Fachwerk, mit Satteldach bzw. Krüppelwalmdach im Westen. | D-7-75-143-10 zugehörig | Ehemalige Sägmühle   |
| Sägemühlweg 17, 19 (Standort) | Ehemalige Sägmühle                            | Zwei Scheunen, um 1892. | D-7-75-143-10 zugehörig | Ehemalige Sägmühle   |
| Ulmer Weg (Standort)          | Feldkapelle                                   | Rechteckig mit nicht eingezogenem Polygonalchor, dieser wohl 17. Jahrhundert, sonst 19. Jahrhundert; mit Ausstattung. | D-7-75-143-12           | BW                   |

### Biberberg
| Lage                             | Objekt                                                            | Beschreibung | Akten-Nr.               | Bild                                 |
| -------------------------------- | ----------------------------------------------------------------- | --- | ----------------------- | ------------------------------------ |
| Biberberger Straße 10 (Standort) | Katholische Filialkirche St. Andreas                              | Saalbau mit eingezogenem Rechteckchor und Turm im nördlichen Winkel, Chor und Turm 2. Hälfte 15. Jahrhundert, Umbau wohl mit Erneuerung des Langhauses 1738 ff.; mit Ausstattung. | D-7-75-143-14           | Katholische Filialkirche St. Andreas |
| Biberberger Straße 10 (Standort) | Friedhof                                                          | Teilweise erneuerte Friedhofsmauer, | D-7-75-143-14 zugehörig | BW                                   |
| Schmiedgasse 6 (Standort)        | Ehemaliges Kanzlei- oder Bedientenhaus des abgegangenen Schlosses | Doppelhaus, zweigeschossiger Satteldachbau mit Fachwerk im Ober- und vorkragenden Giebelgeschoss, 17. Jahrhundert.                                                                | D-7-75-143-15           | BW                                   |

### Diepertshofen
| Lage                                 | Objekt                         | Beschreibung | Akten-Nr.     | Bild           |
| ------------------------------------ | ------------------------------ | --- | ------------- | -------------- |
| Diepertshofener Straße 19 (Standort) | Katholische Kapelle St. Ulrich | Saalbau mit eingezogenem, halbrund geschlossenem Chor und Dachreiter, vielleicht von Johann Georg Hitzelberger, 1747/48; mit Ausstattung. | D-7-75-143-16 | weitere Bilder |
| Diepertshofener Straße 21 (Standort) | Wohnhaus                       | Stattlicher, zweigeschossiger Satteldachbau mit hohem, durch Gesimse gegliedertem Schweifgiebel, Mitte 18. Jahrhundert.                   | D-7-75-143-17 | weitere Bilder |

### Erbishofen
| Lage                              | Objekt         | Beschreibung                                                                                                | Akten-Nr.     | Bild           |
| --------------------------------- | -------------- | --- | ------------- | -------------- |
| Erbishofener Straße 48 (Standort) | Bauernhaus     | Zweigeschossiger Satteldachbau mit Fachwerk, im Kern 17. Jahrhundert, Giebel zweite Hälfte 18. Jahrhundert. | D-7-75-143-18 | weitere Bilder |
| Mittlere Triebhölzer (Standort)   | Lourdeskapelle | Eingezogene Polygonalapsis, spätes 19. Jahrhundert; mit Ausstattung.                                        | D-7-75-143-19 | weitere Bilder |

### Kadeltshofen
| Lage                                 | Objekt      | Beschreibung                                                              | Akten-Nr.     | Bild      |
| ------------------------------------ | ----------- | ------------------------------------------------------------------------- | ------------- | --------- |
| Am Silheimer Weg (Standort)          | Feldkapelle | Rechteckig mit Satteldach, erste Hälfte 19. Jahrhundert; mit Ausstattung. | D-7-75-143-22 | BW        |
| Kadeltshofener Ortsstraße (Standort) | Bildstock   | Gemauerter Pfeiler mit Gehäuse, 19. Jahrhundert; mit Ausstattung.         | D-7-75-143-23 | Bildstock |

### Luippen
| Lage                 | Objekt     | Beschreibung | Akten-Nr.     | Bild           |
| -------------------- | ---------- | --- | ------------- | -------------- |
| Luippen 1 (Standort) | Hofkapelle | Mit dreiseitigem Schluss, 18. Jahrhundert, Verlängerung mit Vordach zweite Hälfte 19. Jahrhundert; mit Ausstattung | D-7-75-143-24 | weitere Bilder |

### Niederhausen
| Lage                                | Objekt                           | Beschreibung | Akten-Nr.                        | Bild           |
| ----------------------------------- | -------------------------------- | --- | -------------------------------- | -------------- |
| In der Viehweide (Standort)         | Feldkapelle                      | Rechteckbau, 18. Jahrhundert; mit Ausstattung. | D-7-75-143-26 Wikidata           | BW             |
| Niederhausener Straße 18 (Standort) | Katholische Kirche St. Dominikus | Saalbau mit eingezogenem, halbrund geschlossenem Chor und Turm im nördlichen Winkel, um 1750/60 wohl von Johann Georg Hitzelberger errichtet; mit Ausstattung. | D-7-75-143-25 Wikidata           | weitere Bilder |
| Niederhausener Straße 18 (Standort) | Friedhof                         | mit alter Mauer und Kerkerchristus um 1760 am modernen Kriegerdenkmal.                                                                                         | D-7-75-143-25 zugehörig Wikidata | weitere Bilder |

### Raunertshofen
| Lage                                | Objekt                           | Beschreibung | Akten-Nr.              | Bild           |
| ----------------------------------- | -------------------------------- | --- | ---------------------- | -------------- |
| Günzburger Straße 3 (Standort)      | Katholische Kapelle St. Antonius | Saalbau mit eingezogenem, halbrund geschlossenem Chor und Dachreiter, 1760 errichtet, Obergeschoss des Dachreiters und Haube wohl 1897; mit Ausstattung. | D-7-75-143-27 Wikidata | weitere Bilder |
| Raunertshofener Straße 3 (Standort) | Bauernhaus                       | Zweigeschossiger Satteldachbau, am Stallteil beiderseits Fachwerk, im Kern zweite Hälfte 17. Jahrhundert, im 18. Jahrhundert verändert.                  | D-7-75-143-28 Wikidata | Bauernhaus     |

### Remmeltshofen
| Lage                                    | Objekt                              | Beschreibung | Akten-Nr.                        | Bild           |
| --------------------------------------- | ----------------------------------- | --- | -------------------------------- | -------------- |
| Am Holzheimer Weg rechts (Standort)     | Feldkapelle                         | Rechteckiger, tonnengewölbter Bau, 19. Jahrhundert. | D-7-75-143-31 Wikidata           | weitere Bilder |
| Remmeltshofener Dorfstraße 2 (Standort) | Katholische Pfarrkirche St. Michael | Saalbau mit wenig eingezogenem Polygonalchor und Turm im nördlichen Winkel, östliche Langhaushälfte wohl 14. Jahrhundert, Chor und Turm um 1470, Turm nach 1500 erhöht, Barockisierung mit Verlängerung des Langhauses 17. und Mitte 18. Jahrhundert; mit Ausstattung | D-7-75-143-29 Wikidata           | weitere Bilder |
| Remmeltshofener Dorfstraße 2 (Standort) | Friedhof                            | Friedhof angelegt 1787, bei der Kriegerkapelle schmiedeeiserne Grabkreuze, 18./19. Jahrhundert. | D-7-75-143-29 zugehörig Wikidata | weitere Bilder |
| Remmeltshofener Dorfstraße 7 (Standort) | Bauernhof                           | Wohnhaus zweigeschossig mit Satteldach, Eckquaderung und Gesimsgliederung, Mitte 19. Jahrhundert. | D-7-75-143-30                    | Bauernhof      |
| Remmeltshofener Dorfstraße 7 (Standort) | Bauernhof                           | Stadel in Fachwerk, zugehörig, wohl gleichzeitig. | D-7-75-143-30 zugehörig          | BW             |

### Roth
| Lage                              | Objekt                                | Beschreibung | Akten-Nr.     | Bild           |
| --------------------------------- | ------------------------------------- | --- | ------------- | -------------- |
| Nähe Staatsstraße 2021 (Standort) | Steinkreuz                            | Spätmittelalterlich | D-7-75-143-33 | weitere Bilder |
| Nähe Staatsstraße 2021 (Standort) | Wegkreuz                              | Schmiedeeisernes Kruzifix mit Salvator im Figurentabernakel auf Steinpostament, Ende 19. Jahrhundert                                                                    | D-7-75-143-40 | weitere Bilder |
| Ulmer Straße 32 (Standort)        | Katholische Filialkirche St. Leonhard | Ehemals Mariä Himmelfahrt, Saalbau mit eingezogenem, korbbogig geschlossenem Chor und Turm über dem Westgiebel, um 1760 von Johann Georg Hitzelberger; mit Ausstattung. | D-7-75-143-32 | weitere Bilder |

### Volkertshofen
| Lage                              | Objekt     | Beschreibung                                                                                 | Akten-Nr.     | Bild           |
| --------------------------------- | ---------- | -------------------------------------------------------------------------------------------- | ------------- | -------------- |
| Volkertshofener Straße (Standort) | Wegkapelle | Rechteckig mit dreiseitigem Schluss, zweite Hälfte 19. Jahrhundert (1876?); mit Ausstattung. | D-7-75-143-34 | weitere Bilder |

## Ehemalige Baudenkmäler
In diesem Abschnitt sind Objekte aufgeführt, die früher einmal in der Denkmalliste eingetragen waren, jetzt aber nicht mehr. Objekte, die in anderem Zusammenhang also z. B. als Teil eines Baudenkmals weiter eingetragen sind, sollen hier nicht aufgeführt werden. Aktennummern in diesem Abschnitt sind ehemalige, jetzt nicht mehr gültige Aktennummern.

| Lage                                   | Objekt                  | Beschreibung | Akten-Nr.     | Bild                    |
| -------------------------------------- | ----------------------- | --- | ------------- | ----------------------- |
| Pfaffenhofen Hauptstraße 16 (Standort) | Villa                   | Zweigeschossiger Bau mit Mansardwalmdach, Gurtgesims und polygonalem, turmartigem Eckerker mit Zierfachwerk, in barockisierendem Heimatstil, frühes 20. Jahrhundert. | D-7-75-143-36 | BW                      |
| Pfaffenhofen Hauptstraße 22 (Standort) | Wohn- und Geschäftshaus | Zweigeschossiger Walmdachbau mit wenig vorkragenden und übergiebeltem Zwerchhaus, Erkerfenster, Ecklisenen, profiliertem Gurtgesims und neuklassizistische Fensterrahmungen im Obergeschoss mit kannelierten Pilastern, hohem Gebälk und bekrönendem Rankenornament, um 1900, Erdgeschoss für Ladeneinbau stark verändert. | D-7-75-143-36 | Wohn- und Geschäftshaus |
| Kadeltshofen Landstraße 17 (Standort)  | Wegkapelle              | modern; mit historischer Ausstattung | D-7-75-143-21 | Wegkapelle              |